# یاروسلاو فیلچاکوف
یاروسلاو فیلچاکوف (به اوکراینی: Ярослав Фільчаков،  زادهٔ ۱۳ ژوئن ۱۹۹۵) یک کشتی‌گیر فرنگی‌کار اهل کشور اوکراین است.
از افتخارات وی می‌توان به کسب دو مدال برنز قهرمانی کشتی جهان ۲۰۲۲ و قهرمانی کشتی جهان ۲۰۲۳ اشاره کرد.

## فعالیت حرفه‌ای

### قهرمانی کشتی جهان ۲۰۲۲
فیلچاکوف در وزن ۸۲ کیلوگرم کشتی فرنگی قهرمانی کشتی جهان ۲۰۲۲ بلگراد شرکت کرد، او در مسابقه‌های اول تا سوم دنیس هوروات از اسلواکی، هرپریت سینگ از هند و پژمان پشتام از ایران را شکست داد اما در نیمه نهایی به برهان آکبوداک از ترکیه باخت و به دیدار رده‌بندی رفت. وی در دیدار رده‌بندی گلا بولکوادزه از گرجستان را شکست داد و مدال برنز را بدست آورد.

### قهرمانی کشتی جهان ۲۰۲۳
فیلچاکوف در وزن ۸۲ کیلوگرم کشتی فرنگی قهرمانی کشتی جهان ۲۰۲۳ بلگراد شرکت کرد، او در این مسابقات یانگ سه-جین از کره جنوبی را مغلوب کرد اما در مسابقه بعد به علیرضا مهمدی از ایران باخت و با توجه به حضور این کشتی‌گیر در فینال، به دیدار شانس مجدد رفت. او در مرحله شانس مجدد برانکو کوواچویچ از صربستان را شکست داد و به دیدار رده‌بندی رسید. وی در این دیدار میهایل برادو از مولداوی را شکست داد و مدال برنز را بدست آورد.